# Кампореале
Кампореале (итал. Camporeale) — коммуна в Италии, располагается в регионе Сицилия, подчиняется административному центру Палермо.
Население составляет 3711 человек, плотность населения составляет 98 чел./км². Занимает площадь 38 км². Почтовый индекс — 90043. Телефонный код — 0924.
В коммуне 15 августа особо празднуется Успение Пресвятой Богородицы.